# Doncaster (Québec)
Pour les articles homonymes, voir Doncaster.
Doncaster (en mohawk : Tioweró:ton) est une réserve indienne mise à l'usage des Mohawks, située hors MRC, dans la région administrative des Laurentides, au Québec.

## Histoire
D'abord occupé par les Weskarinis, elle est établie en 1851, au bénéfice des Mohawks, nation autochtone de la Confédération des Six-Nations, vivant principalement à Akwesasne, à Kahnawake et à Kanesatake, non loin de Montréal. Presque inhabitée[réf. nécessaire], cette réserve indienne constitue, en fait, un territoire de chasse et de pêche nommé Tioweró:ton en mohawk. Elle est gérée par la réserve de Kahnawake. Le territoire n'est pas habité à l'année[réf. nécessaire]. Il est utilisé comme par les autochtones comme territoire de chasse et de pêche.

## Géographie
La rivière Doncaster, un affluent de la rivière du Nord, traverse l'ouest du territoire du nord au sud.
Bien que comprise dans le territoire de la municipalité régionale de comté des Laurentides, elle n'en fait juridiquement pas partie, à l'instar des autres réserves indiennes de la province.

## Démographie
| 1996 | 2001 | 2006 | 2011 | 2016 | 2021 |
| ---- | ---- | ---- | ---- | ---- | ---- |
| 0    | ND   | ND   | ND   | ND   | ND   |